# Игуман Антоније (Ђермановић)
Антоније Ђермановић (Грабовац код Челинца, 9. август 1958) јеромонах је Српске православне цркве и бивши игуман Манастира Кувеждина.

## Биографија
Јеромонах Антоније (Ђермановић) рођен је 9. августа 1958. године у селу Грабовцу код Челинца, од побожних и честитих родитеља. Основну школу завршио је у родном селу Грабовцу а потом и одслужио војни рок у Љубљани.
Завршио је Богословију „Света три Јерарха” у манастиру Крки, 10. маја 1988. године. Замонашен је 7. фебруара 1989. године у Манастиру Ново Хопово на Фрушкој гори, од стране епископа сремског Василија Вадића добивши монашко име Антоније.
По сопственој жељи премештен је из Манастира Ново Хопово у Манастир Кувеждин, где бива произведен за игумана од стране епископа сремског Василија манастира 1990. године где остаје пуних 17. година старешина. 